# André Lange
André Lange (Ilmenau, 28 juni 1973) is een voormalig Duitse bobsleeër. Hij fungeert als piloot in zowel de tweemansbob als de viermansbob.
Op achtjarige leeftijd begon Lange met rodelen. Hij schakelde in 1993 over naar de bob-sport. Lange is een beroepssoldaat en combineert zijn sportcarrière met zijn werk in het leger. In 1998 werd hij wereldkampioen junioren in zowel de tweemansbob als de viermansbob. In 1999 herhaalde hij dit in de viermansbob.
De overstap naar de senioren liep soepel en in 2000 werd hij meteen wereldkampioen als stuurman van de viermansbob. In datzelfde jaar werd hij Europees kampioen in de tweemansbob. In 2001 wist hij in de viermansbob het wereldbekerklassement op zijn naam te schrijven.
Op de Olympische Winterspelen 2002 in Salt Lake City was hij inmiddels doorgedrongen tot de wereldtop. Het goud in de viermansbob was dan ook voor hem en zijn teamgenoten Carsten Embach, Enrico Kühn en Kevin Kuske weggelegd. Enkele weken voor de spelen hadden dezelfde heren de Europese titel in de wacht gesleept.
De olympische titel was een opstap naar de echte hegemonie. In 2003 werd niet alleen de wereldbeker gewonnen, maar werd hij ook wereldkampioen in beide bobs. Ook in 2004 won hij de wereldbeker en werd hij zowel Europees- als wereldkampioen in de viermansbob.
2005 was een minder succesvol jaar voor "Team Lange", maar tijdens de Olympische Winterspelen 2006 in Turijn werd het allemaal nog mooier voor Lange. Kuske maakte nog altijd deel uit van zijn team en ook voor hem leverde dit een vervolg van de mooie tijden uit 2002 op. Samen namen ze plaats in de tweemansbob en wisten ze ook in deze discipline olympisch kampioen te worden. Enkele dagen later wisten ze aangevuld met René Hoppe en Martin Putze hun olympische titel in de viermansbob met succes te verdedigen.
| Logo van de Olympische Spelen | Goud | Zilver | Brons | Logo van de Olympische Spelen |
|                               | 4    | 1      | 0     |                               |

1932: Hubert Stevens / Curtis Stevens ·
1936: Ivan Brown / Alan Washbond ·
1948: Felix Endrich / Friedrich Waller ·
1952: Andreas Ostler / Lorenz Nieberl ·
1956: Lamberto Dalla Costa / Giacomo Conti ·
1964: Anthony Nash / Robin Dixon ·
1968: Eugenio Monti / Luciano De Paolis ·
1972: Wolfgang Zimmerer / Peter Utzschneider ·
1976: Meinhard Nehmer / Bernhard Germeshausen ·
1980: Erich Schärer / Josef Benz ·
1984: Wolfgang Hoppe / Dietmar Schauerhammer ·
1988: Jānis Ķipurs / Vladimir Kozlov ·
1992: Gustav Weder / Donat Acklin ·
1994: Gustav Weder / Donat Acklin ·
1998: Günther Huber / Antonio Tartaglia en Pierre Lueders / David MacEachern ·
2002: Christoph Langen / Markus Zimmermann ·
2006: André Lange / Kevin Kuske ·
2010: André Lange / Kevin Kuske ·
2014: Beat Hefti / Alex Baumann ·
2018: Francesco Friedrich / Thorsten Margis en Justin Kripps / Alexander Kopacz ·
2022: Francesco Friedrich / Thorsten Margis
1924: Scherrer / Neveu / A.Schläppi / H.Schläppi ·
1928: Fiske / Tucker / Mason / Gray / Parke ·
1932: Fiske / Eagan / Gray / O'Brien ·
1936: Musy / Gartmann / Bouvier / Beerli ·
1948: Tyler / Martin / Rimkus / D'Amico ·
1952: Ostler / Kuhn / Nieberl / Kemser ·
1956: Kapus / Diener / Alt / Angst ·
1964: V.Emery / Kirby / Anakin / J.Emery ·
1968: Monti / De Paolis / Zandonella / Armano ·
1972: Wicki / Leutenegger / Camichel / Hubacher ·
1976: Nehmer / Babock / Germeshausen / Lehmann ·
1980: Nehmer / Musiol / Germeshausen / Gerhardt ·
1984: Hoppe / Wetzig / Schauerhammer / Kirchner ·
1988: Fasser / Meier / Fässler / Stocker ·
1992: Appelt / Schroll / Winkler / Haidacher ·
1994: Czudaj / Brannasch / Hampel / Szelig ·
1998: Langen / Zimmermann / Jakobs / Hampel ·
2002: Lange / Kühn / Kuske / Embach ·
2006: Lange / Hoppe / Kuske / Putze ·
2010: Holcomb / Mesler / Tomasevicz / Olsen ·
2014: Melbārdis / Dreiškens / Vilkaste / Strenga  ·
2018: Friedrich / Bauer / Grothkopp / Margis   ·
2022: Friedrich / Margis / Bauer / Schüller